# Jan Thoresen
Jan Thoresen, ne le 1er décembre 1968 à Oslo, est un curleur norvégien. 
Il remporte la médaille de bronze aux Jeux olympiques d'hiver de 1998 à Nagano au Japon. Il a également décroché la médaille de bronze mondial en 2006 et la médaille de bronze européenne en 1995.